# Koniaków (gmina)

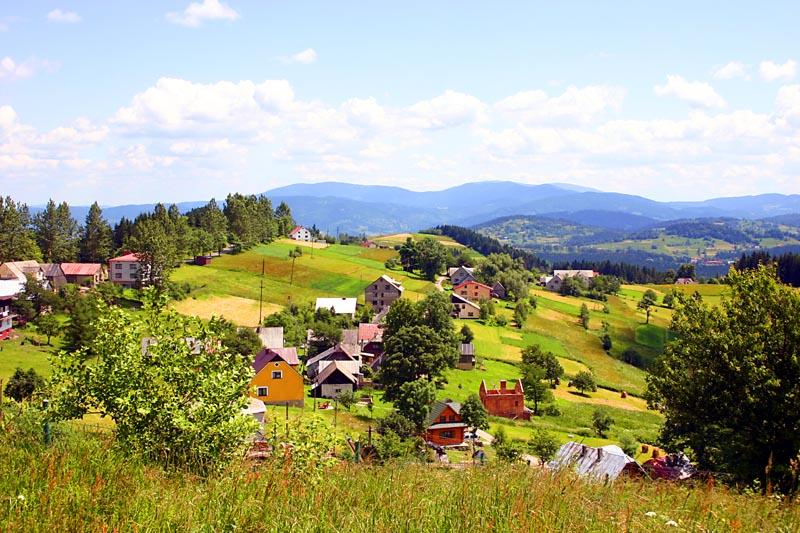
Koniaków

Koniaków – dawna gmina wiejska istniejąca w latach 1945–1954 w województwie śląskim (śląsko-dąbrowskim), katowickim i stalinogrodzkim. Siedzibą władz gminy był Koniaków.
Jako gmina jednostkowa gmina Koniaków należała w latach 1920–1939 do powiatu cieszyńskiego w woj. śląskim. 1 grudnia 1945 roku została przekształcona w gminę zbiorową, zachowując jednak charakter jednostkowy (składała się z samego Koniakowa). 6 lipca 1950 zmieniono nazwę woj. śląskiego na katowickie, a 9 marca 1953 kolejno na woj. stalinogrodzkie. Według stanu z 1 lipca 1952 roku gmina składała się w dalszym ciągu z samej siedziby, przez co nie była podzielona na gromady.
Gmina została zniesiona 29 września 1954 roku wraz z reformą znoszącą gminy.
Jednostki nie przywrócono 1 stycznia 1973 wraz z kolejną reformą reaktywującą gminy, a Koniaków wszedł w skład gminy Istebna.